# Atypophthalmus (Atypophthalmus) patulus
Atypophthalmus (Atypophthalmus) patulus is een tweevleugelige uit de familie steltmuggen (Limoniidae). De soort komt voor in het Oriëntaals gebied.